# Hitomi Obara
Hitomi Obara –en japonès, 小原日登美, Obara Hitomi– (nascuda com a Hitomi Sakamoto, Hachinohe, 4 de gener de 1981 - 18 de juliol de 2025) fou una esportista japonesa que va competir en lluita estil lliure.
Va participar en els Jocs Olímpics de Londres 2012, obtenint una medalla d'or en la categoria de 48 kg. Als Jocs Asiàtics de 2010 va aconseguir la medalla de bronze en la mateixa categoria.
Va guanyar 8 medalles d'or al Campionat Mundial de Lluita entre els anys 2000 i 2011, i 2 medalles d'or al Campionat Asiàtic de Lluita, en els anys 2000 i 2005.

## Palmarès internacional
| Jocs Olímpics     | Jocs Olímpics             | Jocs Olímpics | Jocs Olímpics |
| Any               | Lloc                      | Medalla       | Categoria     |
| ----------------- | ------------------------- | ------------- | ------------- |
| 2012              | Londres ( Regne Unit)     | 1             | Lliure 48 kg  |
| Campionat Mundial |                           |               |               |
| Any               | Lloc                      | Medalla       | Categoria     |
| 2000              | Sofia ( Bulgària)         | 1             | Lliure 51 kg  |
| 2001              | Sofia ( Bulgària)         | 1             | Lliure 51 kg  |
| 2005              | Budapest ( Hongria)       | 1             | Lliure 51 kg  |
| 2006              | Canton ( R.P. de la Xina) | 1             | Lliure 51 kg  |
| 2007              | Bakú ( Azerbaidjan)       | 1             | Lliure 51 kg  |
| 2008              | Tòquio ( Japó)            | 1             | Lliure 51 kg  |
| 2010              | Moscou ( Rússia)          | 1             | Lliure 48 kg  |
| 2011              | Istanbul ( Turquia)       | 1             | Lliure 48 kg  |
| Jocs Asiàtics     |                           |               |               |
| Any               | Lloc                      | Medalla       | Categoria     |
| 2010              | Canton ( R.P. de la Xina) | 3             | Lliure 48 kg  |
| Campionat Asiàtic |                           |               |               |
| Any               | Lloc                      | Medalla       | Categoria     |
| 2000              | Seül ( Corea del Sud)     | 1             | Lliure 51 kg  |
| 2005              | Wuhan ( R.P. de la Xina)  | 1             | Lliure 51 kg  |